# ジョー・エングル
ジョー・ヘンリー・エングル（Joe Henry Engle、1932年8月26日 - 2024年7月10日）は、アメリカ空軍のパイロット、X-15のテストパイロット、航空宇宙工学者、アメリカ航空宇宙局(NASA)の宇宙飛行士。2019年時点で生存する最後のX-15パイロット。
エングルは、NASAと空軍の共同プロジェクトであるX-15の試験飛行を行った。この飛行により、彼は宇宙飛行士記章、殊勲飛行十字章やその他の賞を受けた。1966年にNASAからアポロ計画の乗組員に選ばれ、元々アポロ17号のアポロ月着陸船船長を務める予定になっていたが、後の飛行が中止になったことから、地質学者のハリソン・シュミットが代わりに乗ることになった。その後、スペースシャトル計画の最初の宇宙飛行士となり、1977年にエンタープライズで試験飛行を行った。1981年、スペースシャトルコロンビアの2度目の軌道試験飛行となるSTS-2で船長を務めた。

## 生涯

### 教育と私生活
エングルは1932年8月26日にカンザス州チャップマンで生まれ、当地の小学校、中学校に通い、1950年にDickinson County高校を卒業した。1955年にカンザス大学で航空宇宙工学の学士号を取得した。シータ・タウフラタニティーのメンバーである。
ボーイスカウトで活発に活動し、ファーストクラススカウトに昇進した。
かつてはカンザス州ミッションヒルズ出身のメアリー・キャサリン・ローレンス(Mary Catherine Lawrence)と結婚しており、2人の実子と1人の養子を育てた。現在は、テキサス州ヒューストン出身のジーニー・カーター (Jeanie Carter Engle) と結婚している。趣味は、飛行機の操縦、大型動物の狩り、トレッキング、運動等である。
2024年7月10日に死去。91歳没。

### 飛行経験

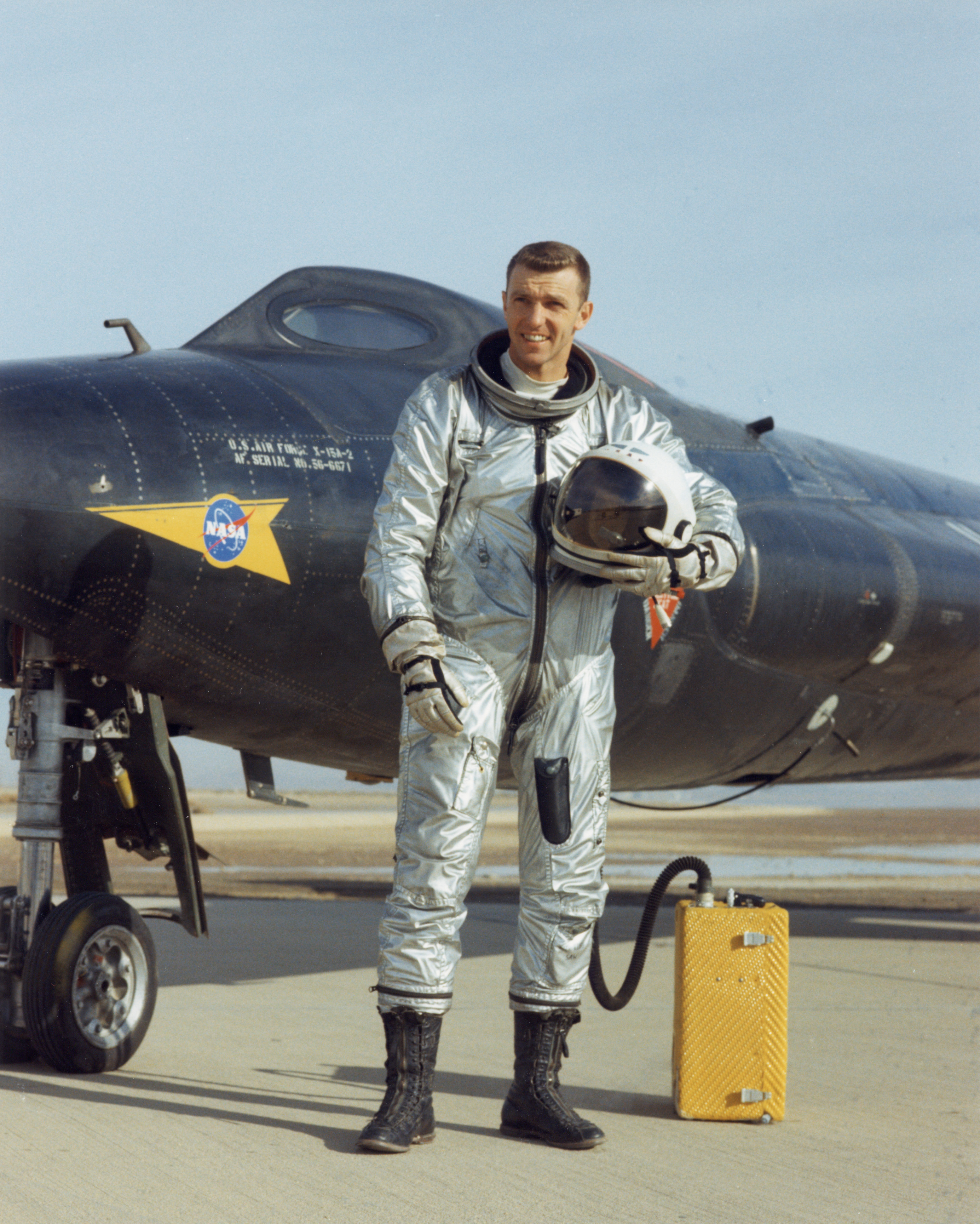
エングルとX-15A-2航空機（1965年）

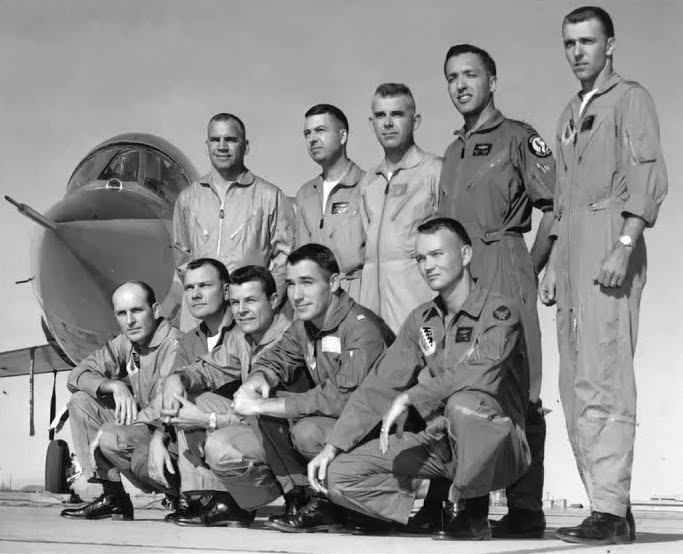
ARPS IIIクラスの卒業生。後列にエングル

イーグルは、カンザス大学の予備役将校訓練課程でアメリカ空軍の任務を得た。この学校でシータ・タウフラタニティーに入会し、テストパイロットになることを決めた。夏にセスナで働いた際、同僚の製図工のHenry Dittmerから飛行機の操縦の仕方を教わった。
1957年に飛行学校に通い、翌年、空軍のパイロットの資格を得た。カリフォルニア州ジョージ空軍基地の第474飛行隊と第309飛行隊でF-100に乗った。チャック・イェーガーからUSAF Test Pilot Schoolを勧められ、1961年に卒業した。後にAerospace Research Pilot School (ARPS)にも通った。
エドワーズ空軍基地のFighter Test Groupでテストパイロットを務めた後、1963年6月から有人宇宙船センター（現在のジョンソン宇宙センター）に配属されるまで、同基地でX-15開発計画のテストパイロットを務めた。エングルは、ARPSの同窓であるマイケル・コリンズとともに、3度目のNASAの宇宙飛行士公募に応募したが、空軍はそれを撤回させ、その代わり、同様にX-15計画に参加していたロバート・ホワイトの代役に選んだ。
1965年6月29日の飛行で高度80kmを超え、宇宙に行ったと認定された際、エングルの両親がそれを目撃していた。彼はその後の16度の飛行で、2度高度80kmを超えた。X-15ミッションでの彼の最後の飛行は1965年10月14日に行われ、彼は初めての、また史上2人だけの、MH-96適応飛行制御システムの支援を用いずにX-15で宇宙弾道飛行した人物となった。彼は後に「世界で最高の飛行関係の仕事」と呼んだものの1年以内に空軍の別の部署に配置転換することが予想されたため、月に行くことを望んでいたエングルは再びNASAに応募することにした。
エングルは、キャリアで185の異なる飛行機（25の異なる戦闘機）に乗り、15,400時間以上、うち9000時間はジェット機での飛行経験を持つ。

### NASAでのキャリア

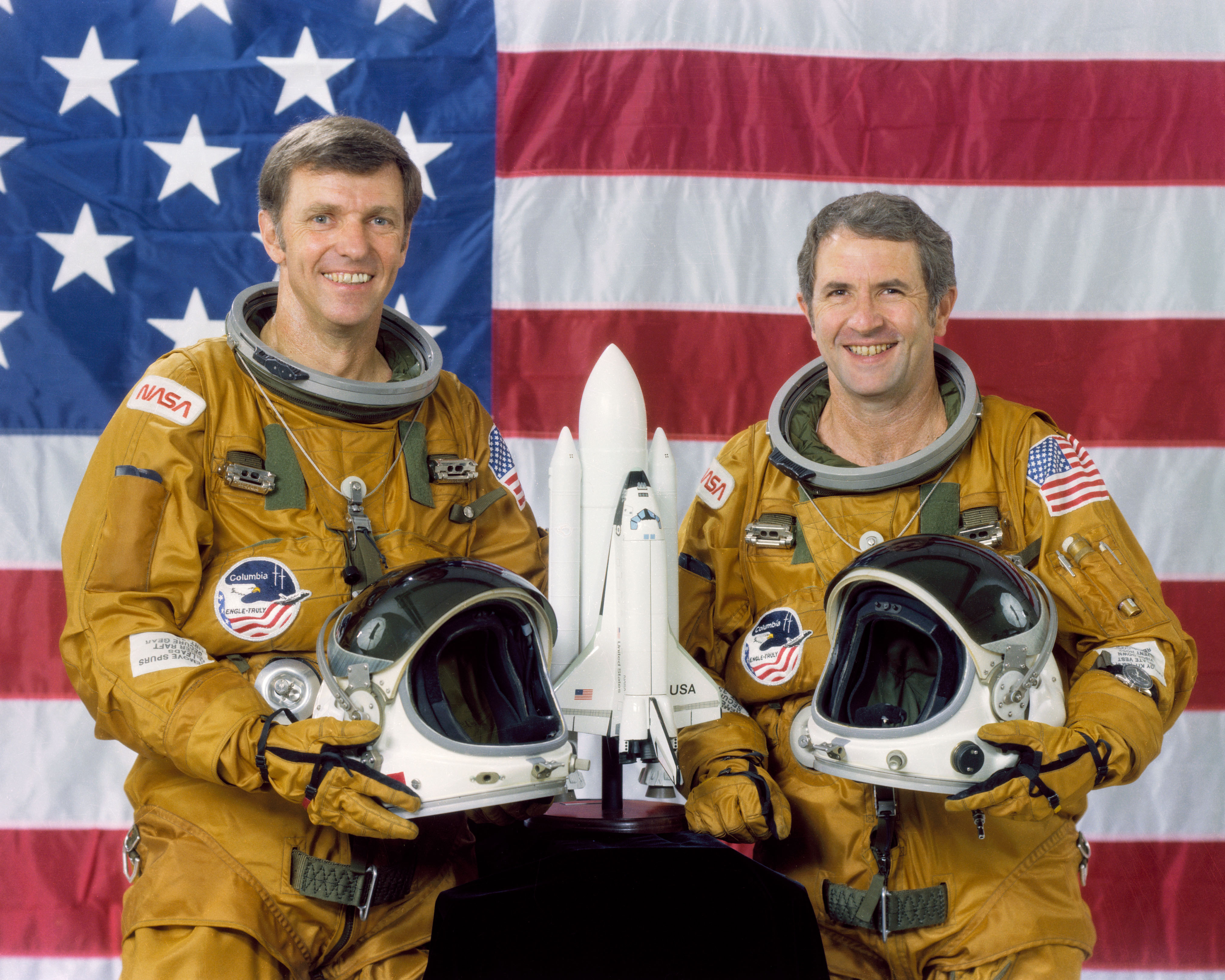
STS-2のエングルとトゥルーリ―

エングルは、1966年4月にNASAにより19人が選ばれた宇宙飛行士の1人となった。アポロ10号では支援飛行士を務め、アポロ14号では月着陸船のパイロットのバックアップを務めた。アポロ17号では月面に立つ予定であったが、アポロ18号が中止になった後、地質学の訓練を受けたテストパイロットではなく、科学者が月の探査を行うべきだという科学委員会からの圧力を受け、地質学者のハリソン・シュミットと交代になった。
エングルによると、ドナルド・スレイトンは彼に、スカイラブとアポロ・ソユーズテスト計画とスペースシャトルとどれで飛行したいか尋ねた。エングルは、飛行機そのものであるスペースシャトルで飛行したいと答えた。

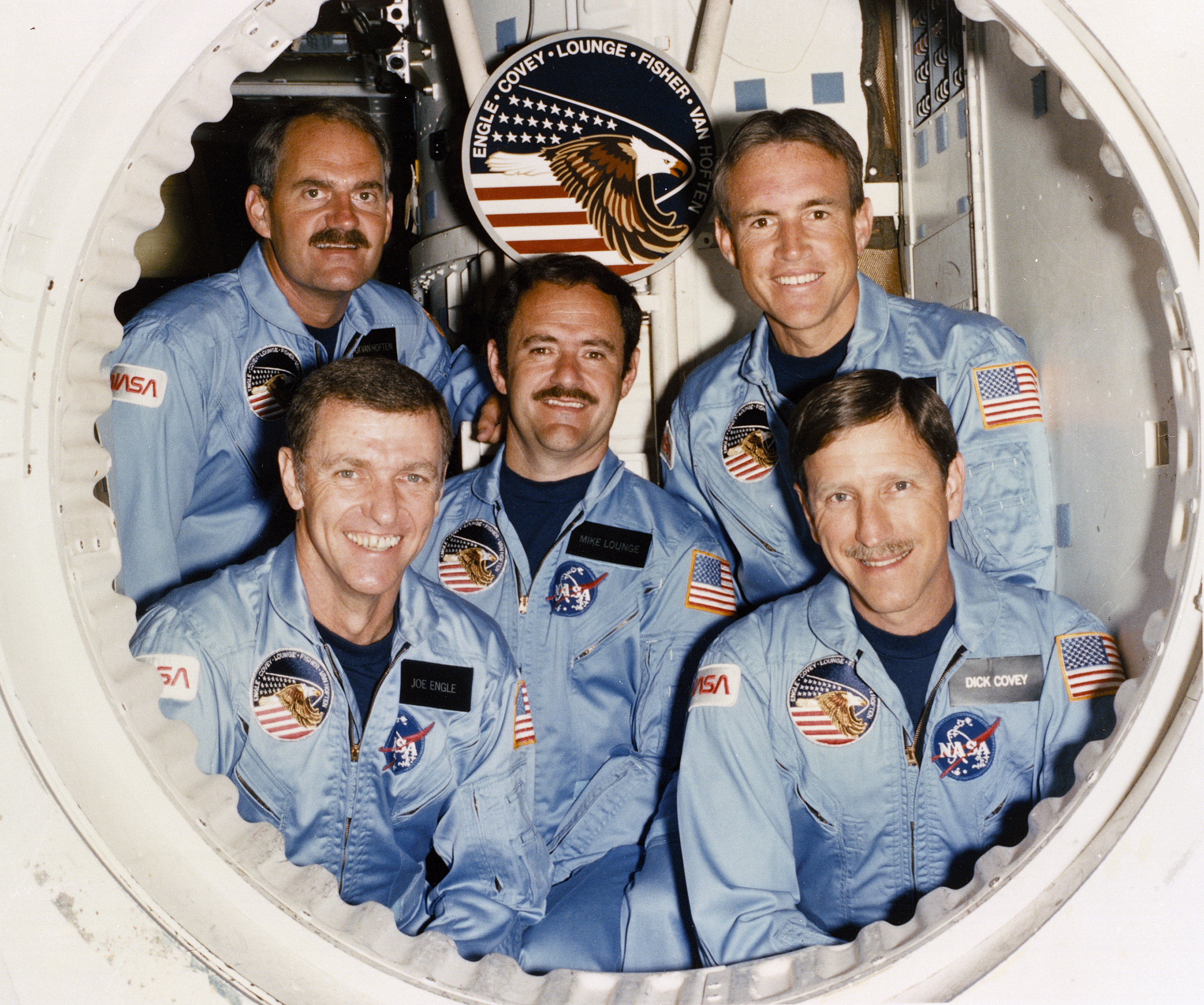
STS-51-Iミッションの乗組員。エングルは左手前

エングルは、1977年6月から10月まで、スペースシャトルの大気圏内滑空試験で飛行する乗組員の1人として船長を務めた。
エンタープライズはボーイング747に乗せられて高度25000フィートまで運ばれ、着陸まで2分間の滑空飛行を行った。この一連の飛行試験で、彼は、オービタの操縦品質と着陸特性を評価し、亜音速飛行時の安定性、制御、性能のデータを取得した。コロンビアの初の軌道試験飛行となるSTS-1では船長のバックアップを務めた。操縦士のリチャード・トゥルーリ―とともに、スペースシャトルの2度目の飛行となるSTS-2では、船長を務めた。STS-51-Iではミッションコマンダーを務め、合計で225時間を宇宙で過ごした。
エングルは、X-15とスペースシャトルの両方で宇宙飛行した唯一の人物である。2004年のインタビューでは、インタビュワーのレベッカ・ライトが、彼はスペースシャトルの大気圏再突入及び着陸を手動で行った唯一の人物だと語ったが、これは単純化のしすぎである。手動操作を行っていた時間は、コンピュータ制御の時間の中に点在していただけであった。
1982年3月から同年12月まで、NASA本部の有人飛行センターの次長補を務め、1983年1月にジョンソン宇宙センターに戻った。1986年には、チャレンジャー号爆発事故の調査に参加し、1990年代まで、スペースシャトル関係のコンサルティングの仕事をしていた。

### NASA以降のキャリア
エングルは、1986年11月28日にNASAを辞めた。11月30日に空軍を辞め、12月1日には少将に昇進した。1986年にカンザス空軍州兵に指名され、1992年にAerospace Walk of Honorに選ばれた。2001年7月21日に空軍のRobin Olds、海兵隊のMarion Carl、Albert UeltschiとともにNational Aviation Hall of Fameに選ばれた。2001年11月U.S. Astronaut Hall of Fameに選ばれた。

## 受賞等
- 宇宙飛行士記章 (1964年)[15]

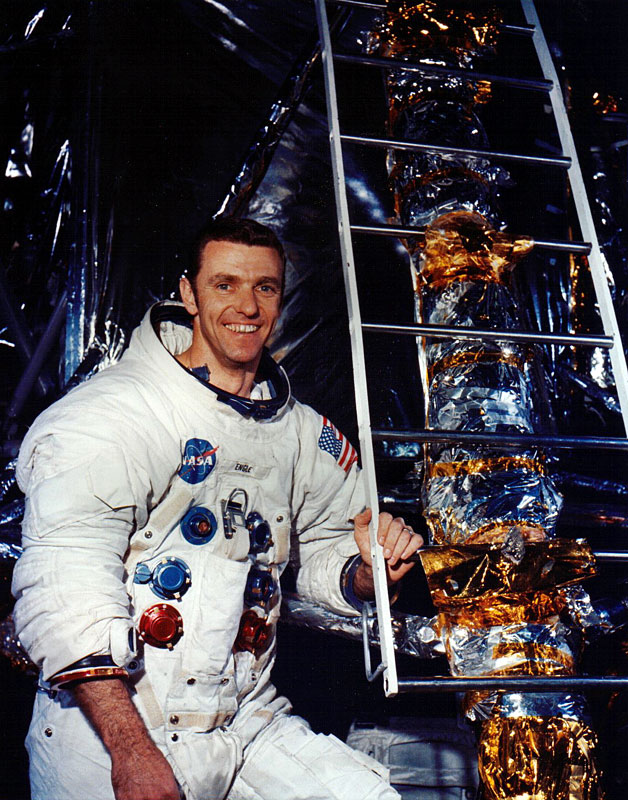
エングルは、アポロ14号月着陸船の予備操縦士だった

- ディフェンス・ディスティングシュドサービスメダル[1]
- w:Air Force Distinguished Service Medal (1985年)[1][16]
- 殊勲飛行十字章2度 (1964年と1978年) - "for outstanding achievements"[4][16]
- w:NASA Distinguished Service Medal[1][16]
- w:NASA Space Flight Medal2度[17]
- w:NASA Exceptional Service Medal[1][16]
- NASA Special Achievement Award[17]
- USAF Outstanding Young Officer of the Year (1964年)[1]
- Kansan of the Year (1964)[1]
- アメリカ航空宇宙学会 (AIAA) Pioneer of Flight Award (1965年)[17]
- AIAA Lawrence Sperry Award for Flight Research (1966年)[18]
- アイヴン・キンチェロー賞 (1977年)[16]
- AIAA Haley Space Flight Award (1980年)[19]
- w:Dr. Robert H. Goddard Memorial Trophy[16]
- w:Robert J. Collier Trophy[1][16]
- ハーモン・トロフィー (1981)[1]
- カンザス大学 Distinguished Service Citation (1982年)[20]
- University of Kansas School of Engineering Distinguished Engineering Service Award (1982年)[1]
- トーマス・D・ホワイト USAF Space Trophy (1981年)[21]
- w:Aerospace Walk of Honor (1992年)[22]
- w:National Aviation Hall of Fame (2001年)[16]
- w:U.S. Astronaut Hall of Fame (2001年).[14]
- Award of Air Force Space and Missile Pioneers (2007年)[23]
- w:International Air & Space Hall of Fame (2014年)[24]

## 関連文献
- Thompson, Milton O. (1992) At The Edge Of Space: The X-15 Flight Program, Smithsonian Institution Press, Washington and London. ISBN 1-56098-107-5